# Hammond, Indiana
Hammond (uttal: [ˈhæ.mənd]) är en stad i Lake County i Indiana i USA. Det är en del av Chicagos storstadsområde. Vid folkräkningen 2000 var invånarantalet 83 048.

## Kända personer från Hammond
- Michael Badnarik, politiker
- Stephan Bonnar, MMA-utövare
- Louis DaPron, koreograf
- Jan Johnson
- David Wilkerson, evangelist